# Невський проспект

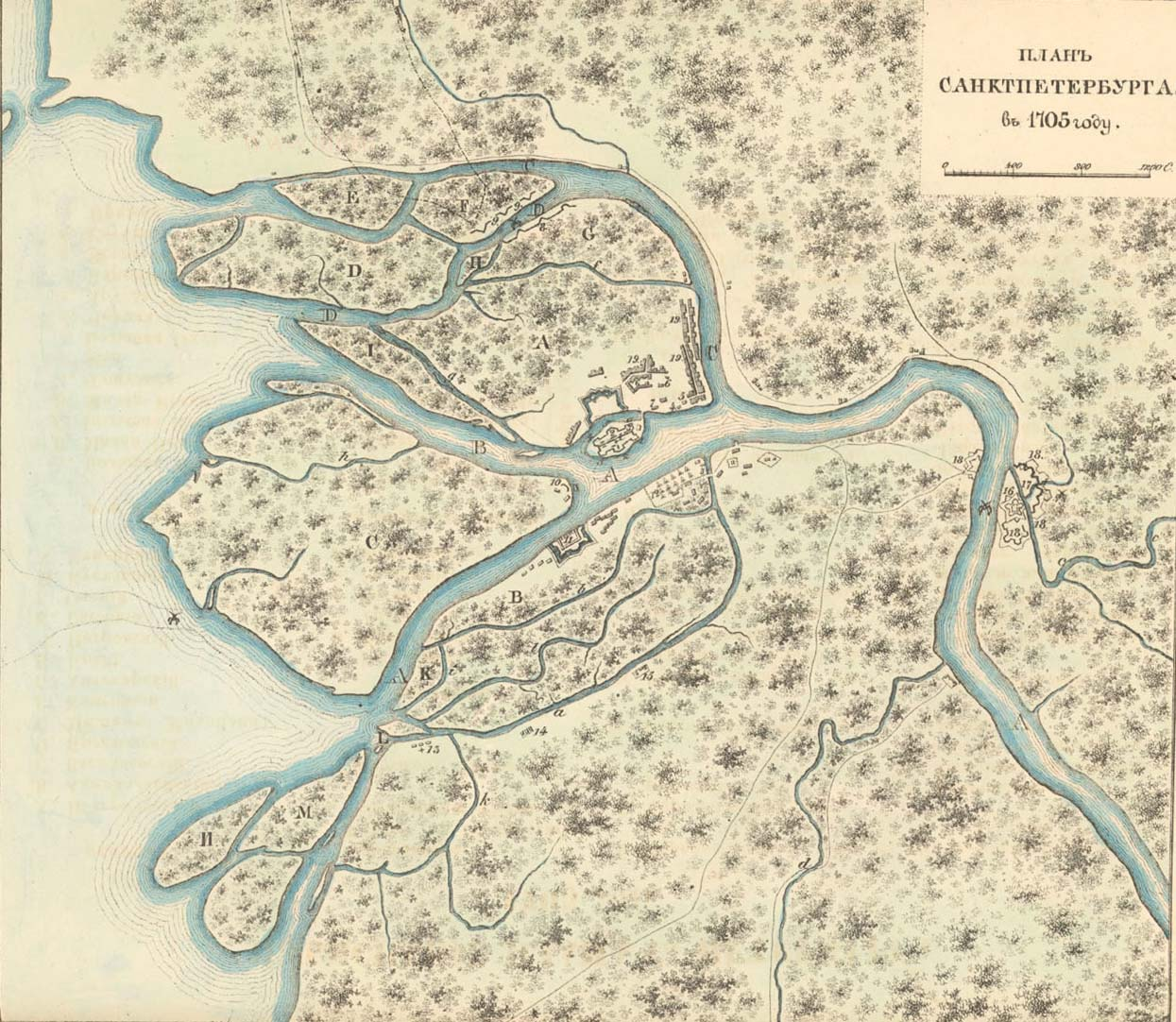
План Санкт-Петербургу, 1705 рік. Невського проспекту ще немає, але перші міські будівлі вже нанесені на карту

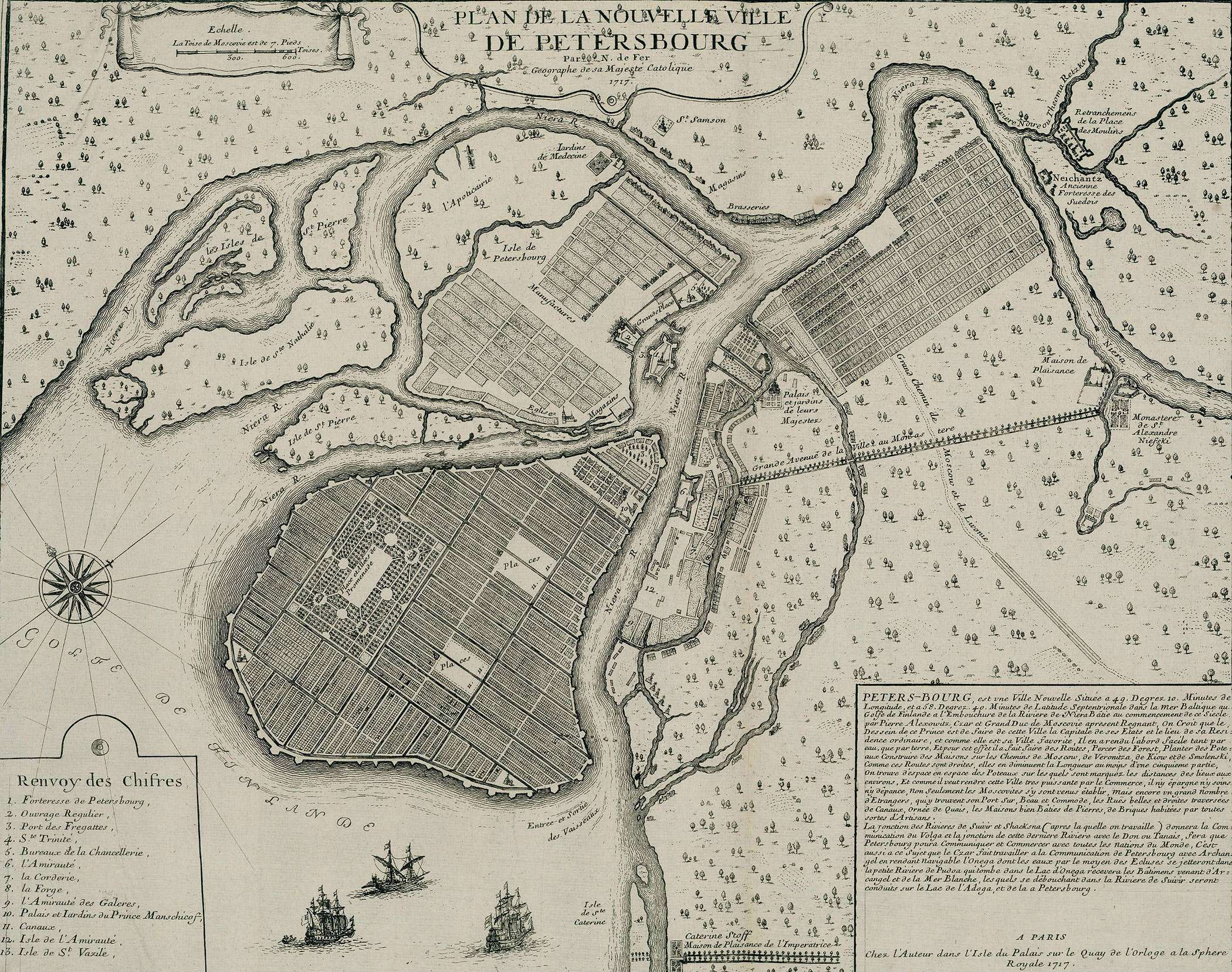
Карта 1717 року. Позначений Невський проспект, але при цьому зображені канали на Петроградської стороні, які були тільки запроектовані

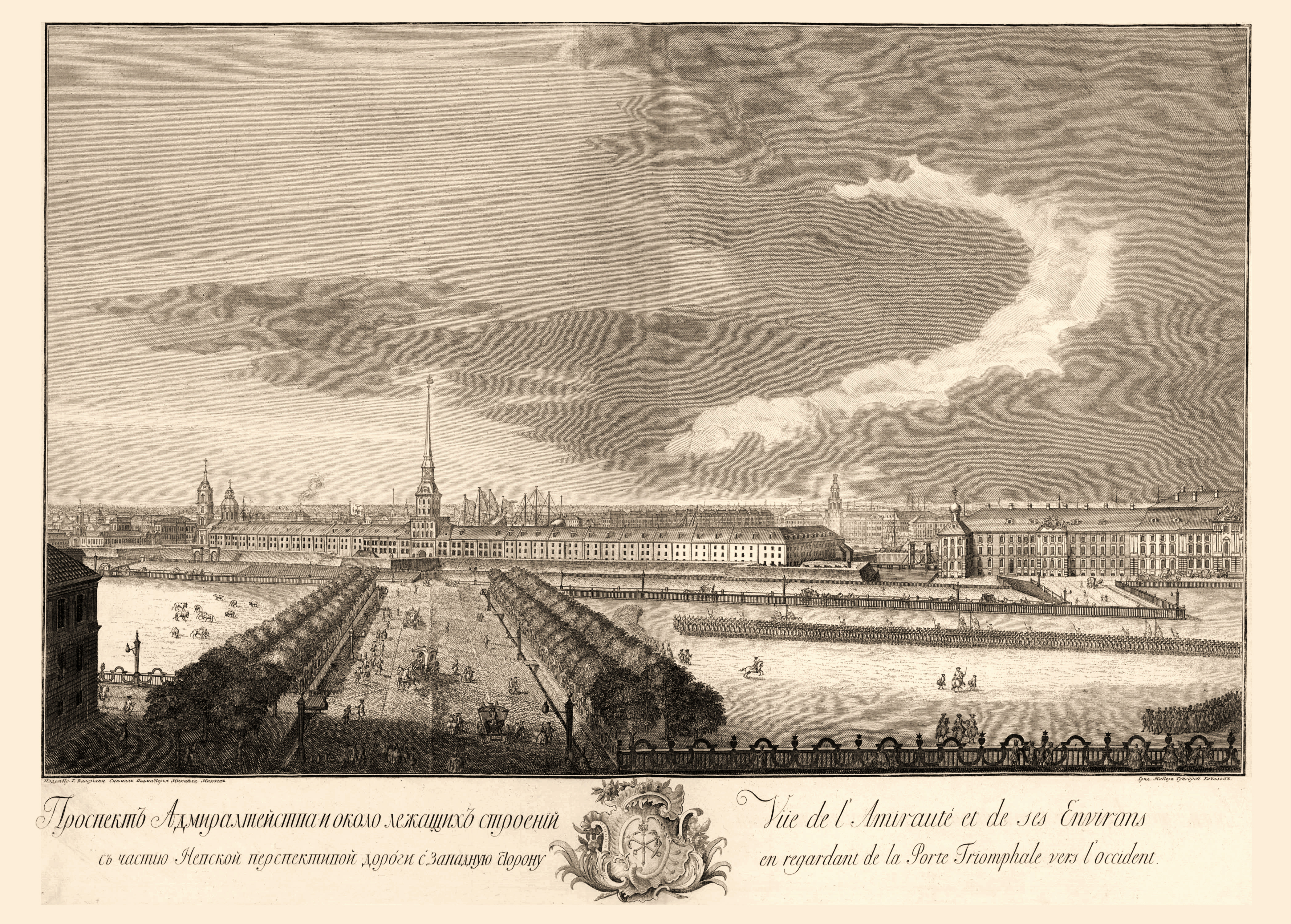
Невський проспект у Адміралтейства в 1753 році. Гравюра Г. А. Качалова

Не́вський проспе́кт (рос. Невский проспект) — головна магістральна дорога Санкт-Петербурга. Завдовжки 4,5 км, простягається від Адміралтейського проспекту (неподалік від Двірцевої площі) до площі Олександра Невського (Олександро-Невська лавра). Перетинає річки Мойку (Зелений міст), канал Грибоєдова (Казанський міст), Фонтанку (Анічків міст). Найбільша ширина становить 60 м (біля Гостиного двору), найменша — 25 м (біля Мойки).

## Історія
Необхідність в прокладці Невського проспекту виникла незабаром після заснування Санкт-Петербургу. Єдиний сухопутний шлях, що сполучав Адміралтейство (промисловий центр нового міста) з центральною частиною держави — Новгородська дорога, від якої берегом Неви була прокладена стежка. Новгородська дорога проходила приблизно по лінії сучасного Ліговського проспекту до Таврійського саду. Стежка перетинала Фонтанку по греблі, збудованій майстром І. Матвєєвим до 1705 року за прямою вказівкою Петра I: «Перебити тоє річку».

### Назва
До 1738 року — «Велика першпективна дорога», чи «Велика першпектива», в 1738-х — 1780-х рр. Невська проспектива чи Невська перспектива, у 1918—1944 роках мала назву проспект 25 Жовтня, у пам'ять про Жовтневу революцію 1917 року.
Сучасну назву проспект отримав, бо веде до Олександро-Невської лаври, названої на честь Олександра Невського.

### Будівництво дороги

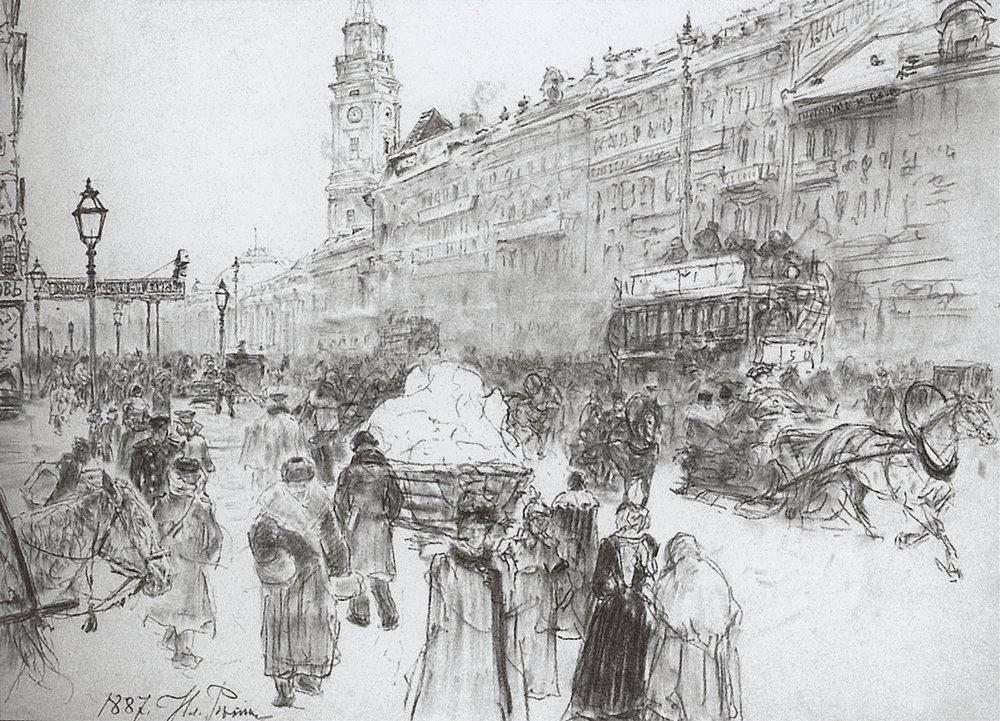
Замальовка Рєпіна (1887)

На початку 1710-х років був закладений монастир (майбутня Олександро-Невська лавра) і поруч з ним швидко виросло поселення. Виникла необхідність зв'язати два міські центри з Новгородським трактом, який вів усередину країни. За повелінням імператора почалося спорудження просіки.
Просіки від Адміралтейства і від лаври разом і утворили майбутній Невський проспект. Саме тим, що дві дороги прокладалися незалежно одна від одної, і пояснюється злам вулиці в районі сучасної площі Повстання. За задумом архітектора Н. В. Гербеля проспект став однією з п'яти променевих вулиць, що розходяться від Адміралтейства.
Так чи інакше, Невський проспект виник у другій половині 1710-х років. Історики вказують, що два відрізки Невського проспекту від початку не були пов'язані між собою — просіки вийшли до Новгородської дороги в різних точках. Є думка про те, що більш важку ділянку («монастирську») було пройдено першою.

### Проведення свят
Невський проспект, будучи центральною міською вулицею, є місцем проведення всіх міських святкових заходів. Зазвичай на частини проспекту від початку до річки Фонтанки закривається автомобільний рух в Новий рік, День Перемоги (аналог Дня пам'яті та примирення в Україні) і День міста.
Сучасний Невський проспект прикрашають практично в усі державні свята, на ньому проводять урочисті заходи.
Уся забудова тіньової сторони початку XVIII століття була знищена пожежею 1736 року. Після цього згідно з рішеннями комісії про Санкт-Петербурзькі побудови дерев'яних будинків на Невському більше не будували, і з 1766 року на проспекті будувалися тільки кам'яні будинки.
До початку XIX століття в цілому склався образ Невського проспекту. У 1801 році на розі Садової вулиці споруджено будинок Публічної бібліотеки, в 1799—1804 роках — будинок Міської думи.

### Часи радянської влади

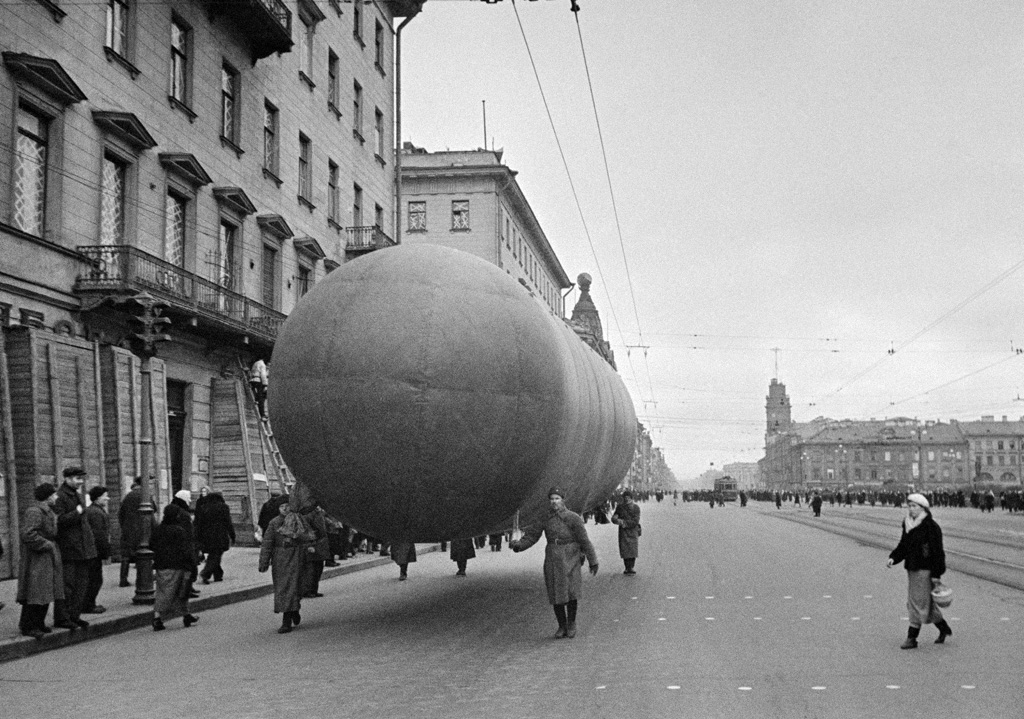
Аеростат загородження на Невському проспекті Ленінграду, 9 жовтня 1941 року, фото Анатолія Гараніна

У 1918 році більшовики перейменували Невський проспект у проспект 25 Жовтня, проте радянська назва не прижилася серед жителів, всі як і раніше називали його Невським проспектом.
У період блокади район Невського проспекту піддавався інтенсивним бомбардуванням і артобстрілам (у пам'ять про подвиг ленінградців на фасаді будинку 14 зберігся напис: «Громадяни! При артобстрілі ця сторона вулиці найнебезпечніша!»). У кінці 40-х — початку 50-х років пошкоджені та зруйновані будівлі були відновлені.
13 січня 1944 року перед остаточним зняттям блокади Ленінграду на прохання жителів багатьом вулицям були повернені історичні назви, в тому числі і Невському проспекту.
У 1955 році відкрито першу на проспекті станцію метро — «Площа Повстання» в складі першої черги Ленінградського метрополітену. 1 липня 1963 рік відкрита станція метро «Невський проспект».

## Транспорт
На Невському проспекті знаходяться станції метро «Невський проспект», «Гостинний двір», «Маяковська», «Площа Повстання», «Площа Олександра Невського-1» і «Площа Олександра Невського-2», «Адміралтейська».
По проспекту проходять маршрути автобусів (№ 3, 7, 15, 22, 24, 27, 46, 54, 58, 65, 181, 191) та тролейбусів (1, 5, 7, 10, 11, 16, 17, 22, 33).
За підсумками засідання в Смольному 26 травня 2008 року, присвяченого проекту програми розвитку наземного електричного транспорту до 2012 року, на Невському проспекті було вирішено виділити смугу для руху громадського транспорту. За місяць до планованого ремонту на Невському проспекті було замінено асфальтове покриття. У грудні 2008 року виділена смуга почала діяти.
Відкрита на частині проспекту 20 грудня 2008 року виділена лінія для автобусів і тролейбусів малоефективна через низьку культуру автомобілістів і пасивність співробітників ГІБДД Росії щодо порушників правил дорожнього руху.

## Галерея

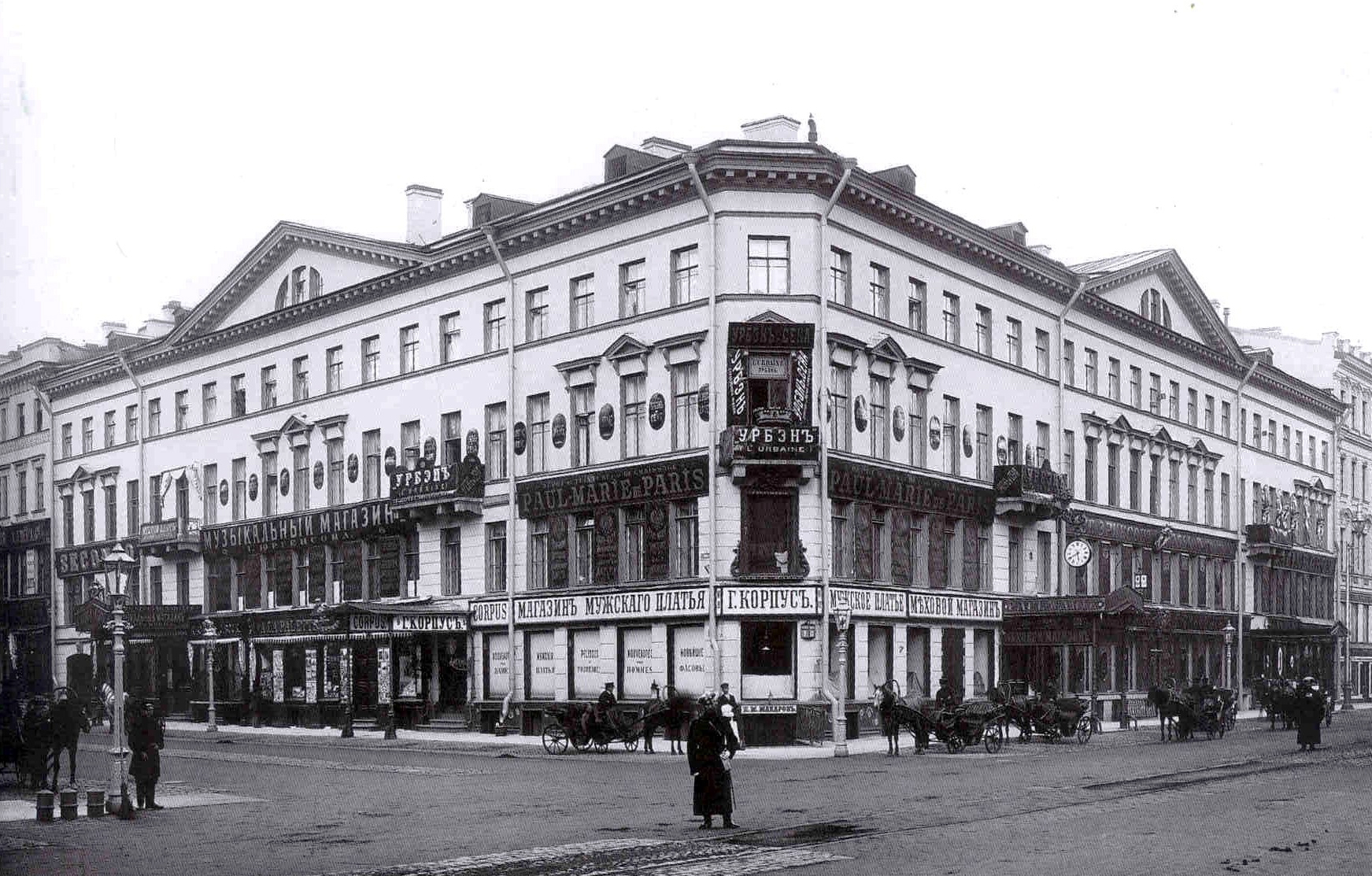
Будинок Чапліних
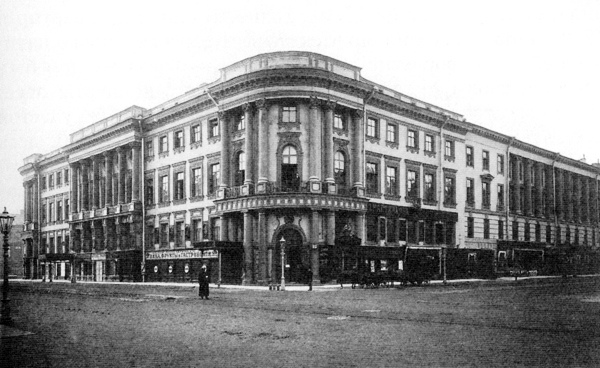
Будинок Чичеріна
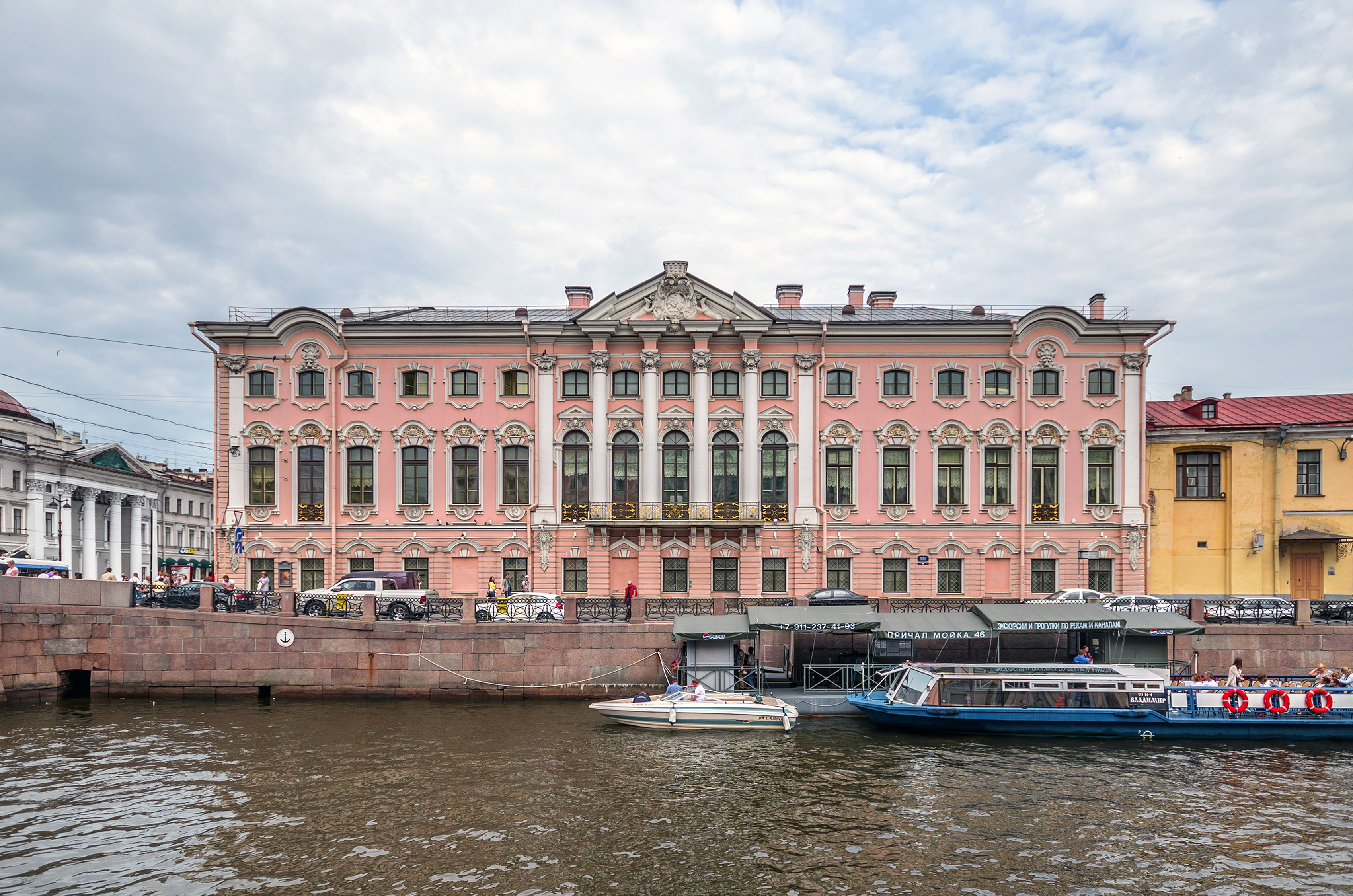
Строгановський палац
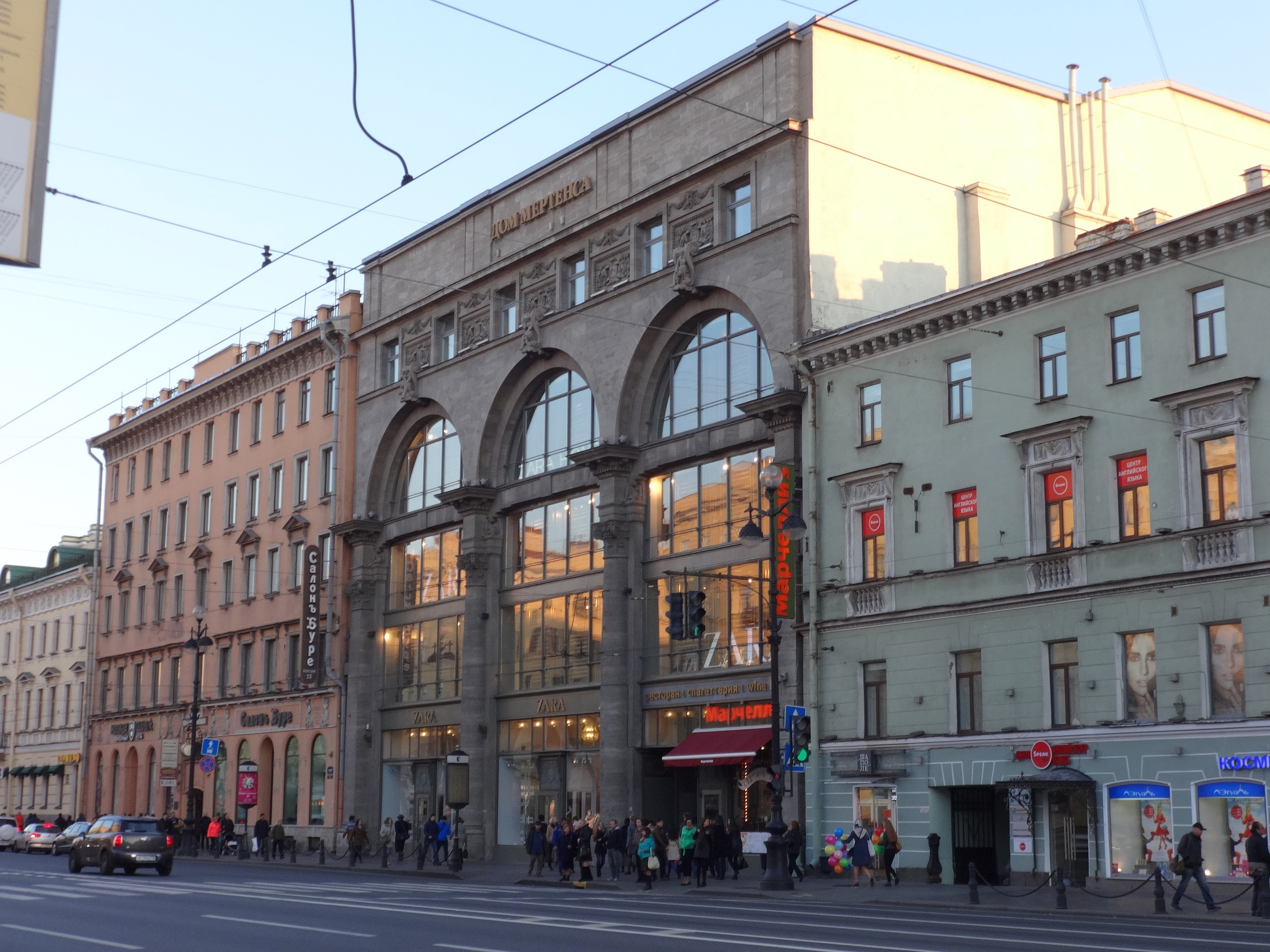
Будинок Мертенса
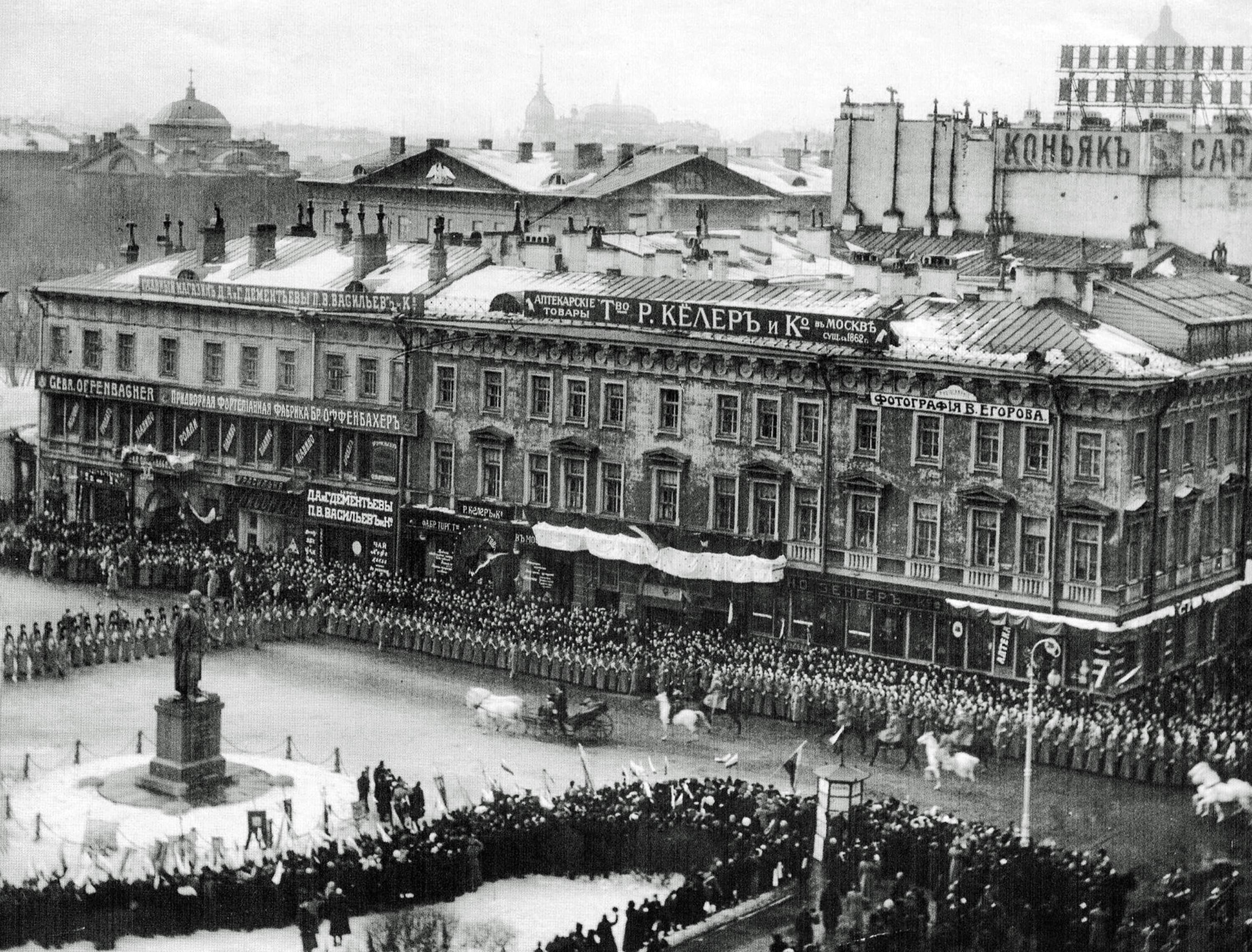
Будинок Казанського собору
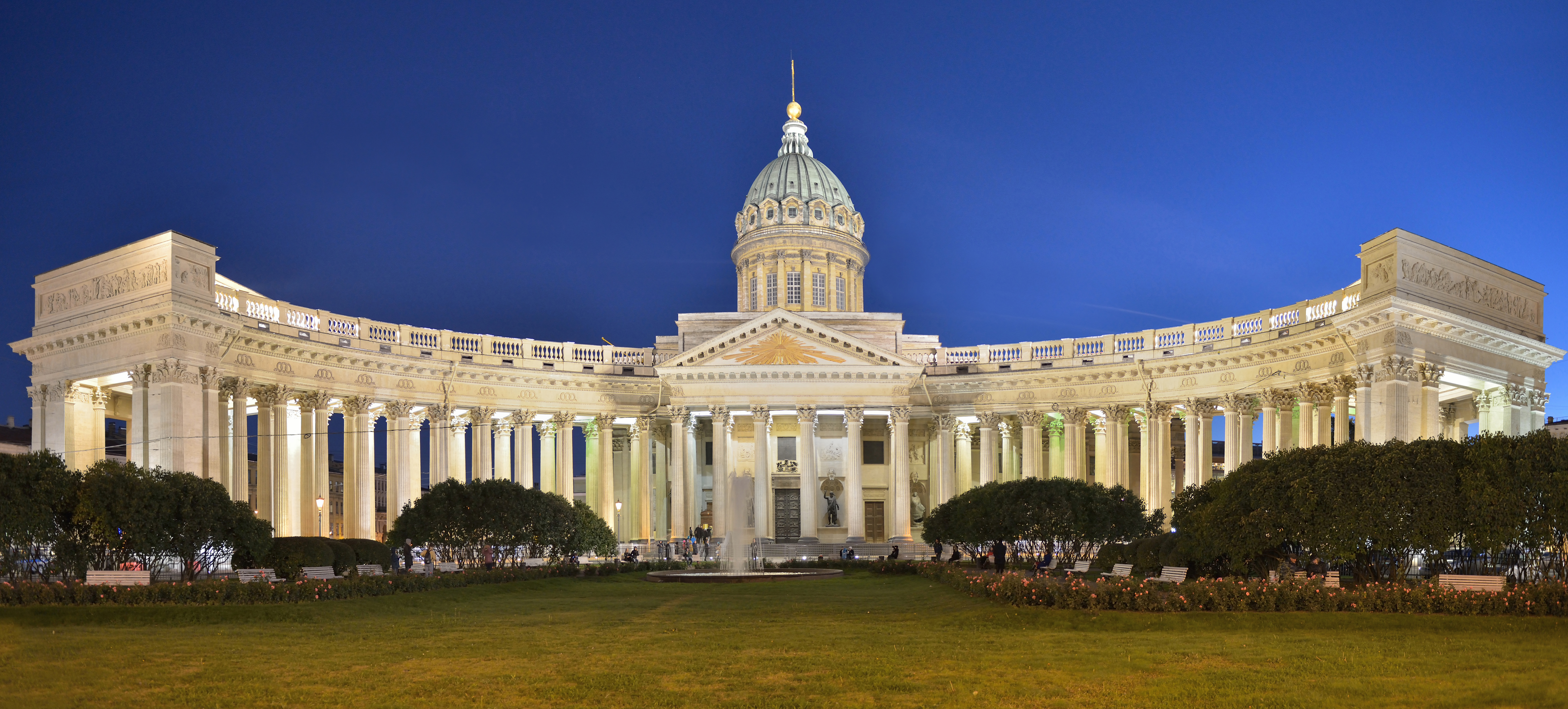
Казанський собор
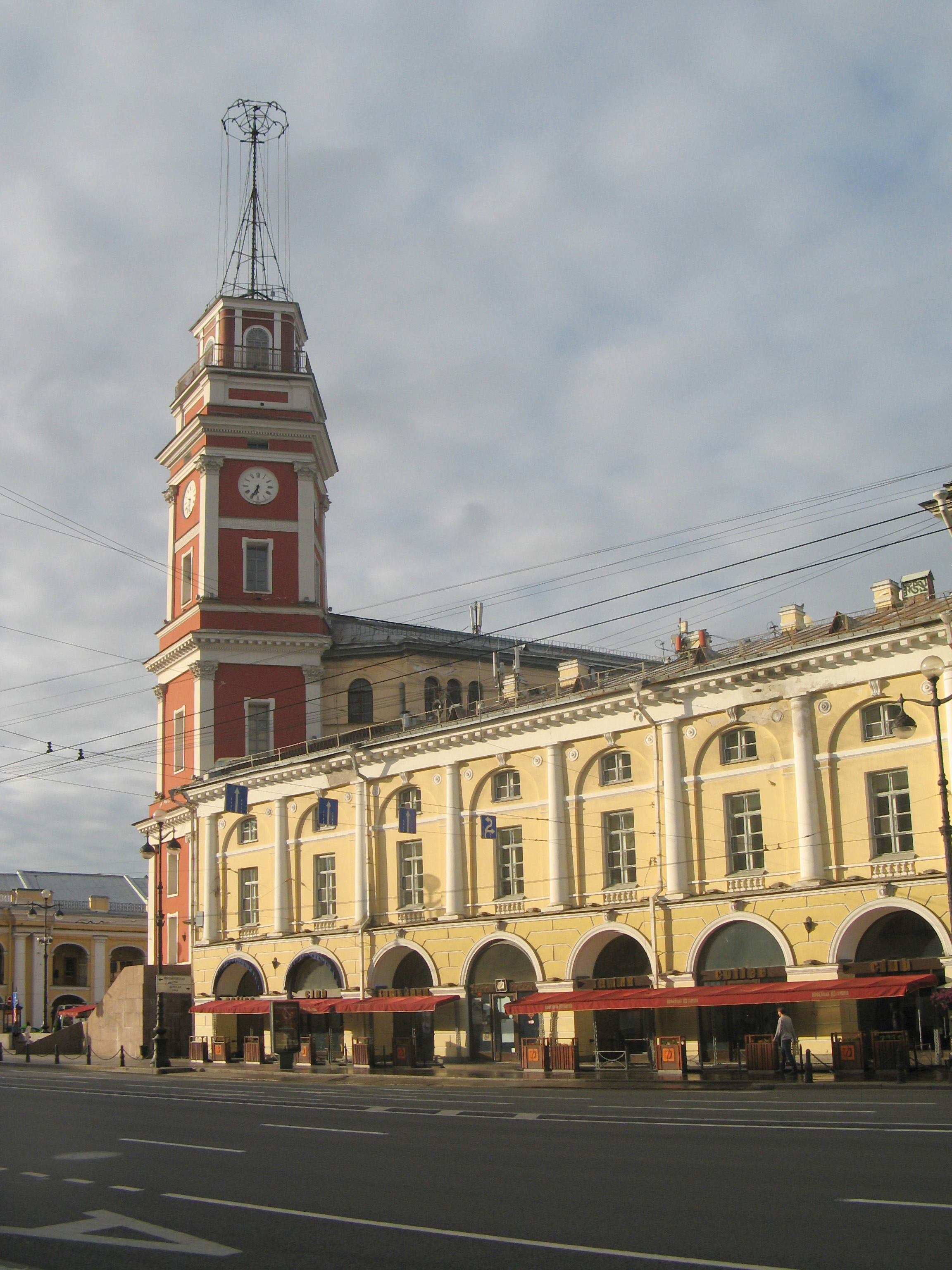
Будівля міської думи
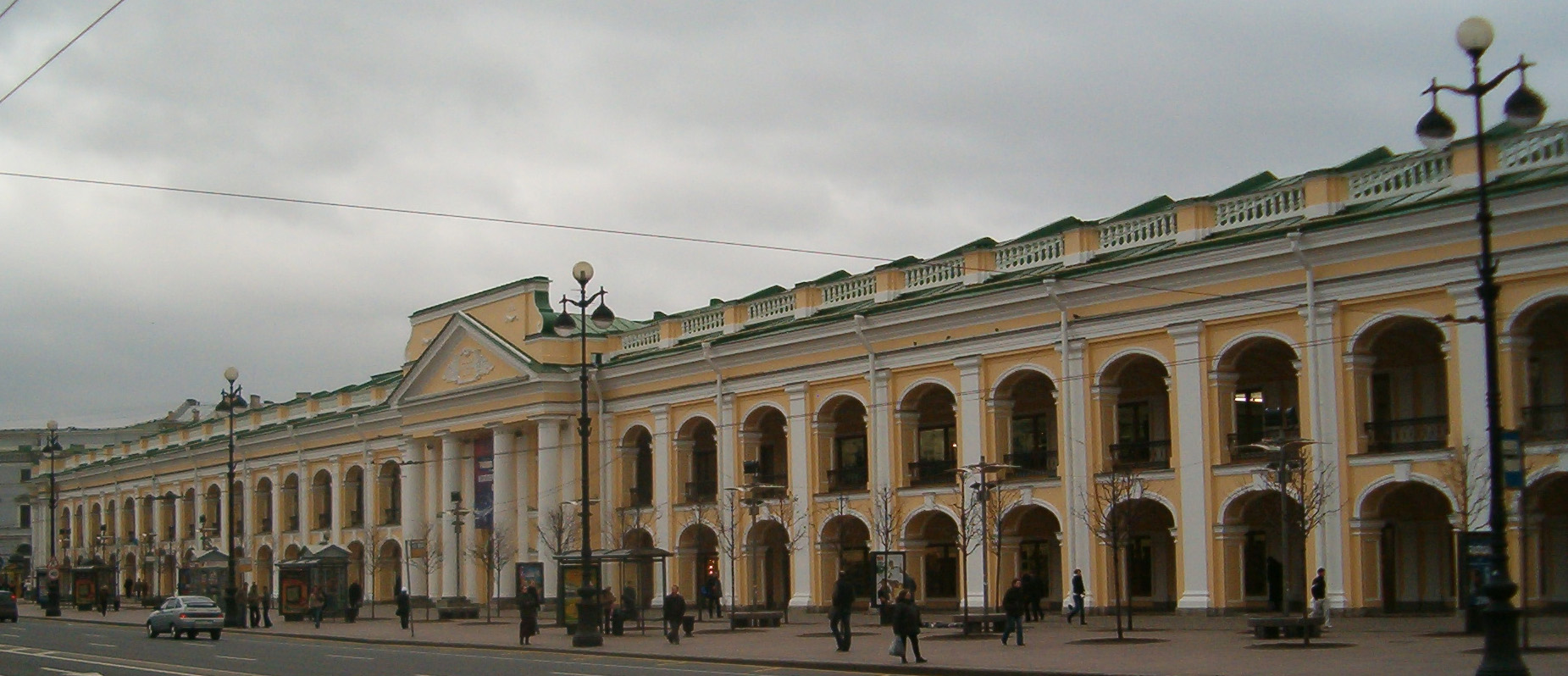
Гостинний двір
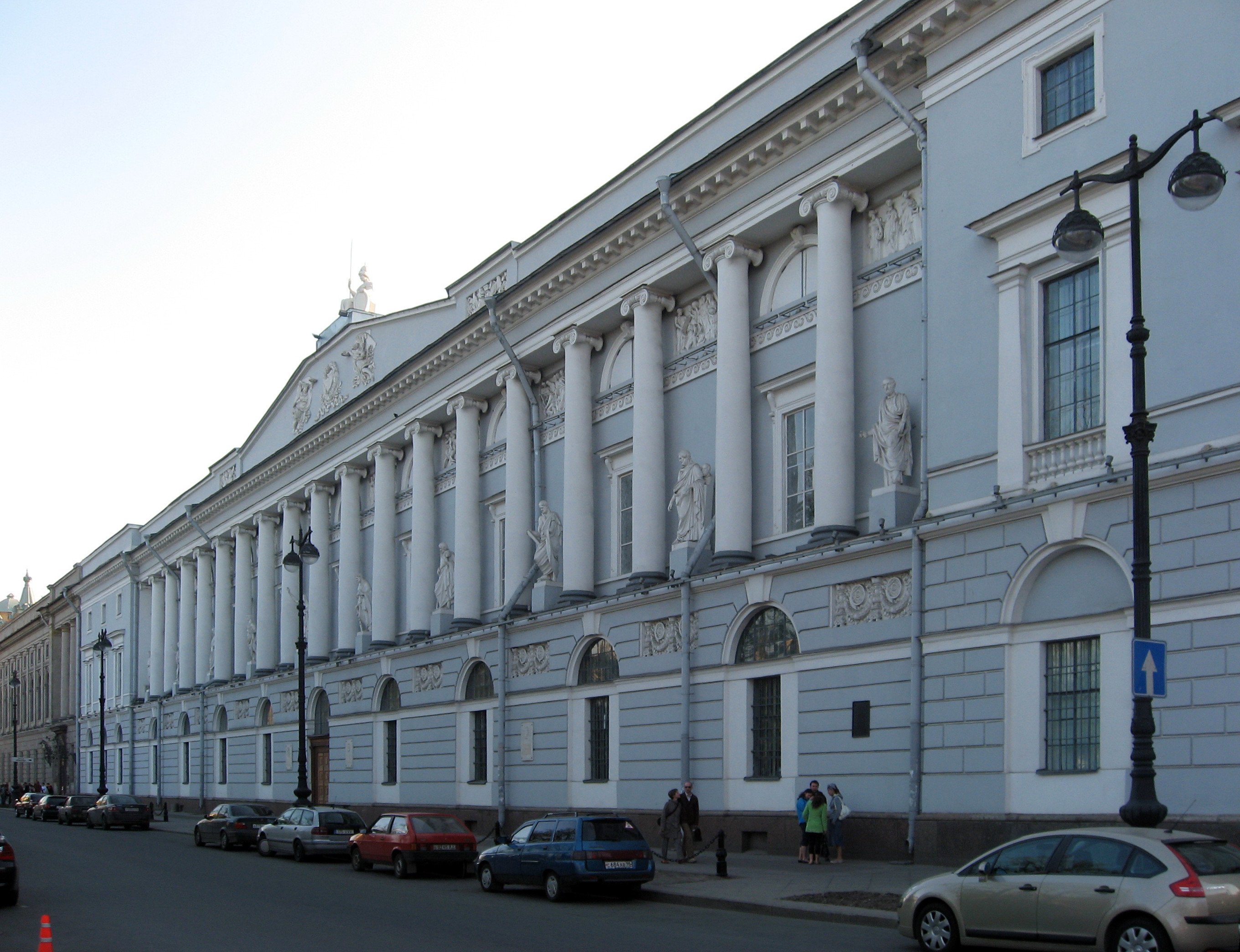
Будівля Російської національної бібліотеки
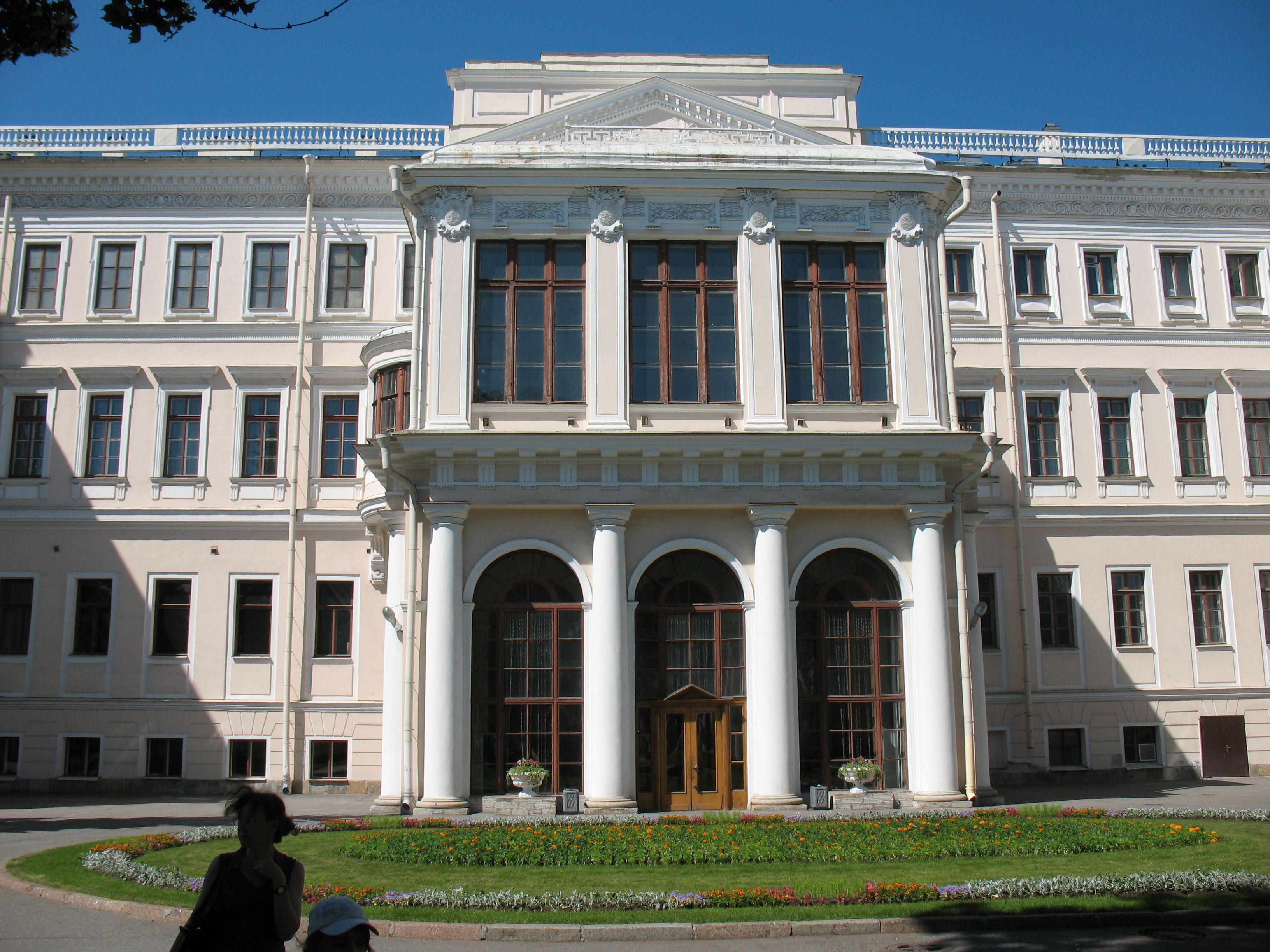
Аничків палац
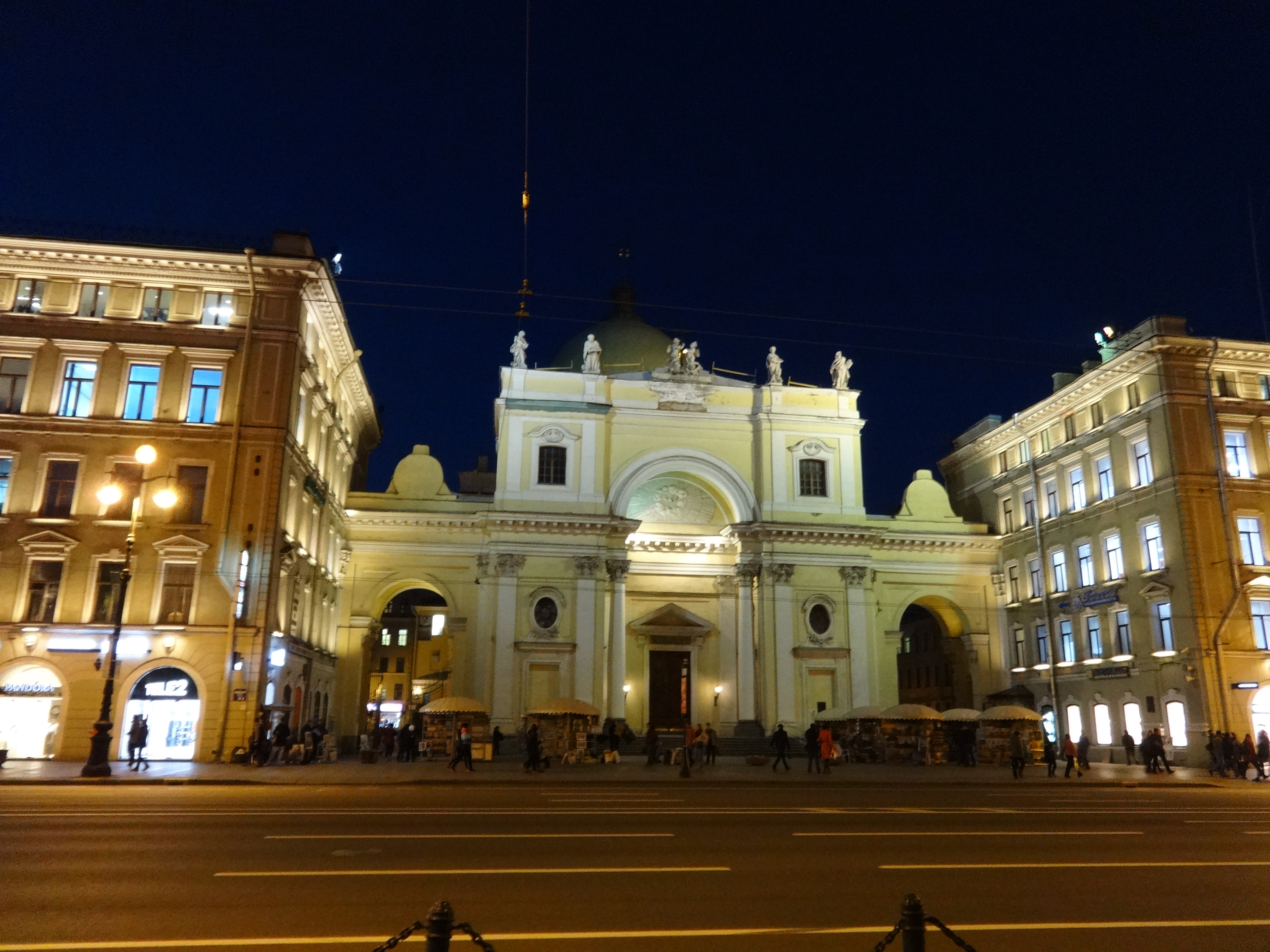
Базиліка Св. Катерини Олександрійської
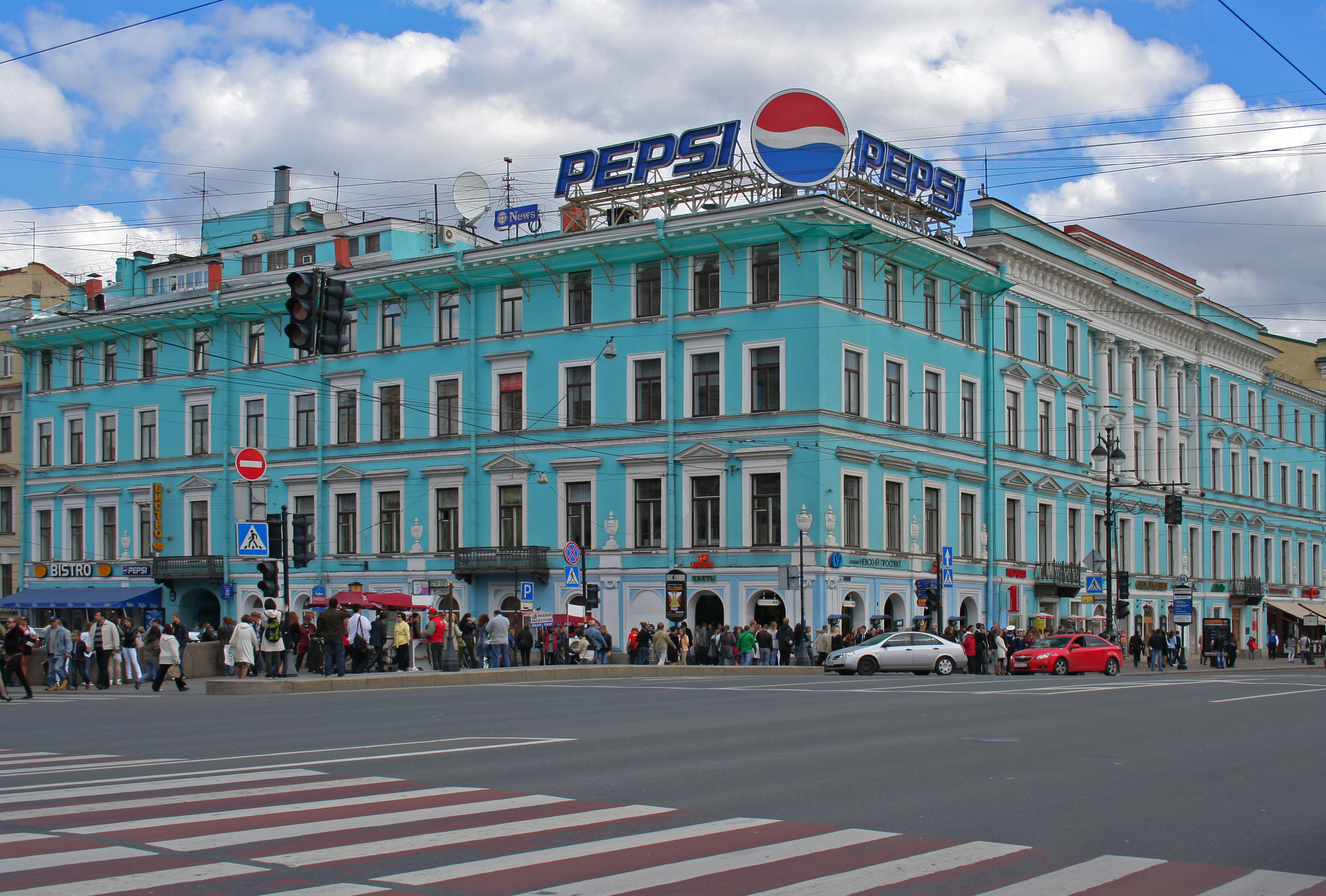
Будинок Енгельгардта
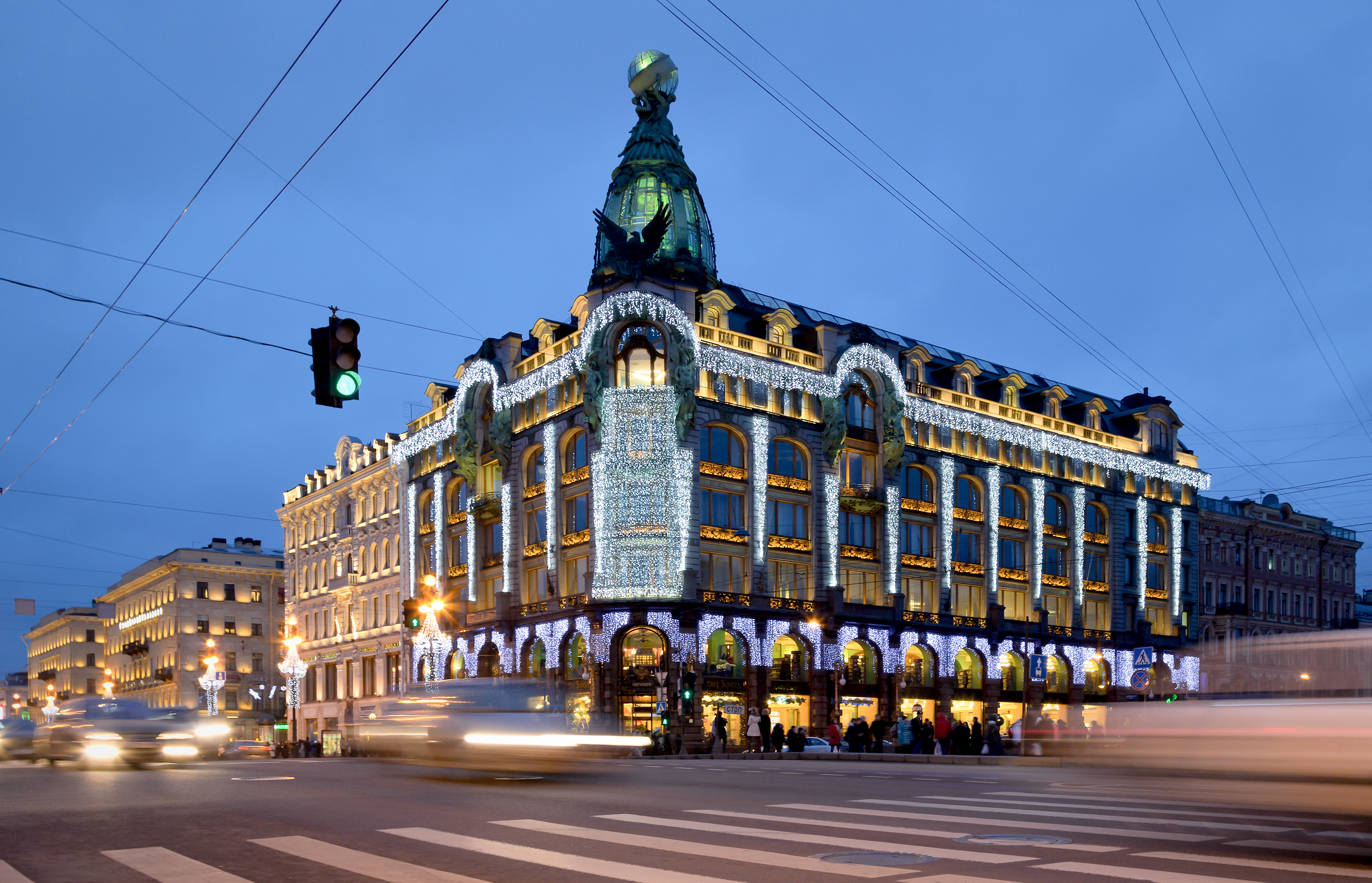
Будинок компанії «Зінґер»
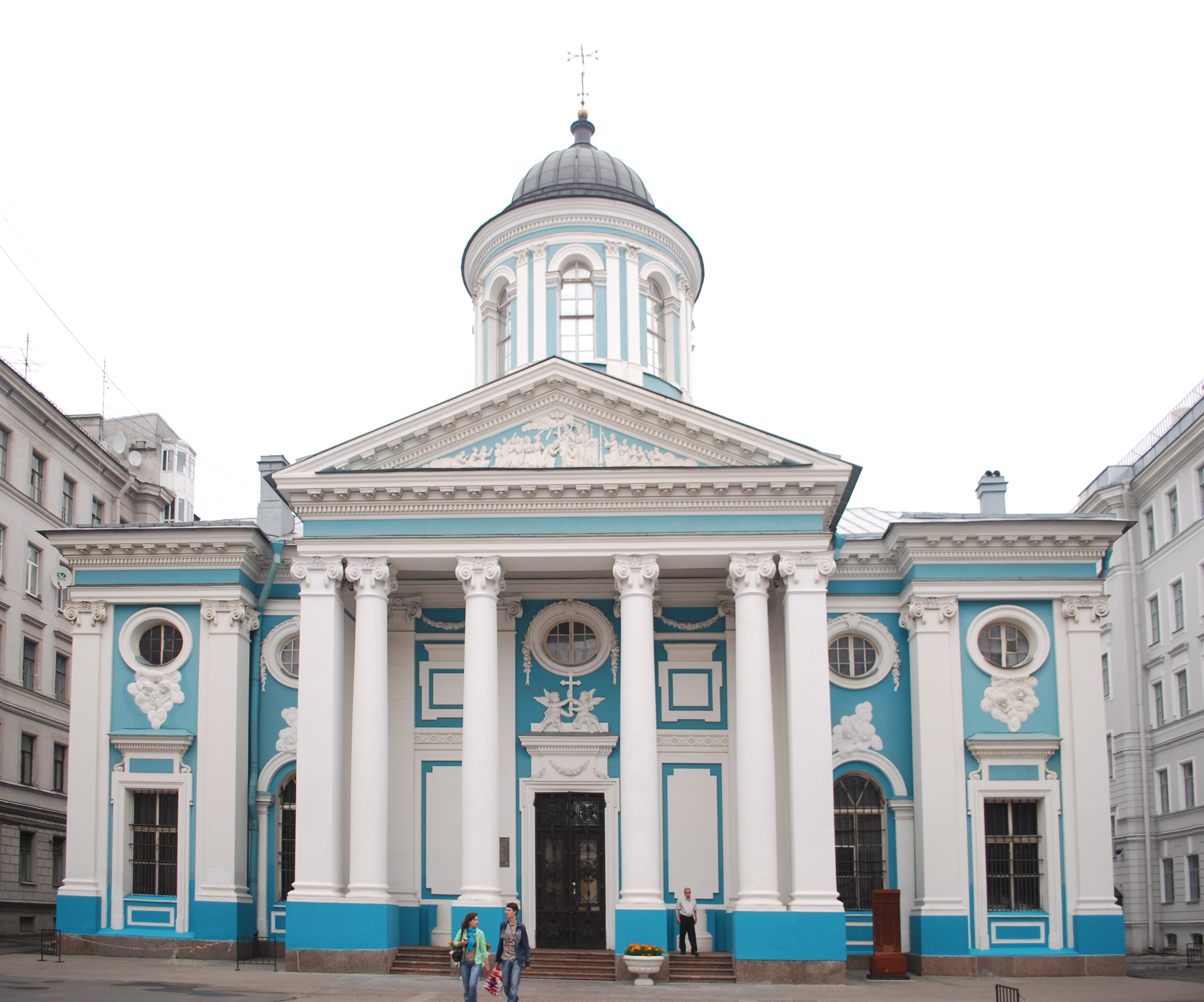
Вірменська церква Св. Катерини
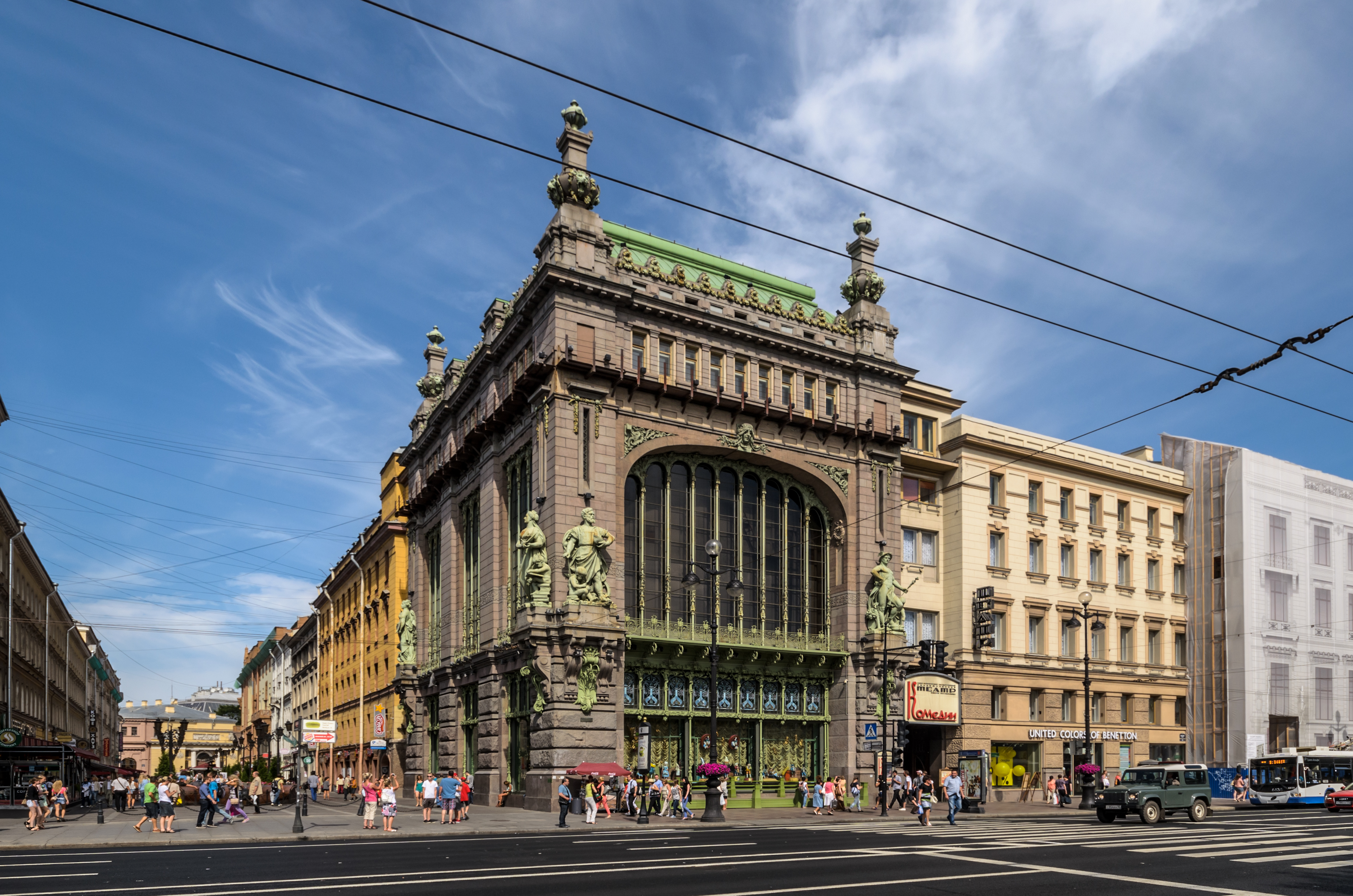
Єлисеєвський магазин, Театр комедії
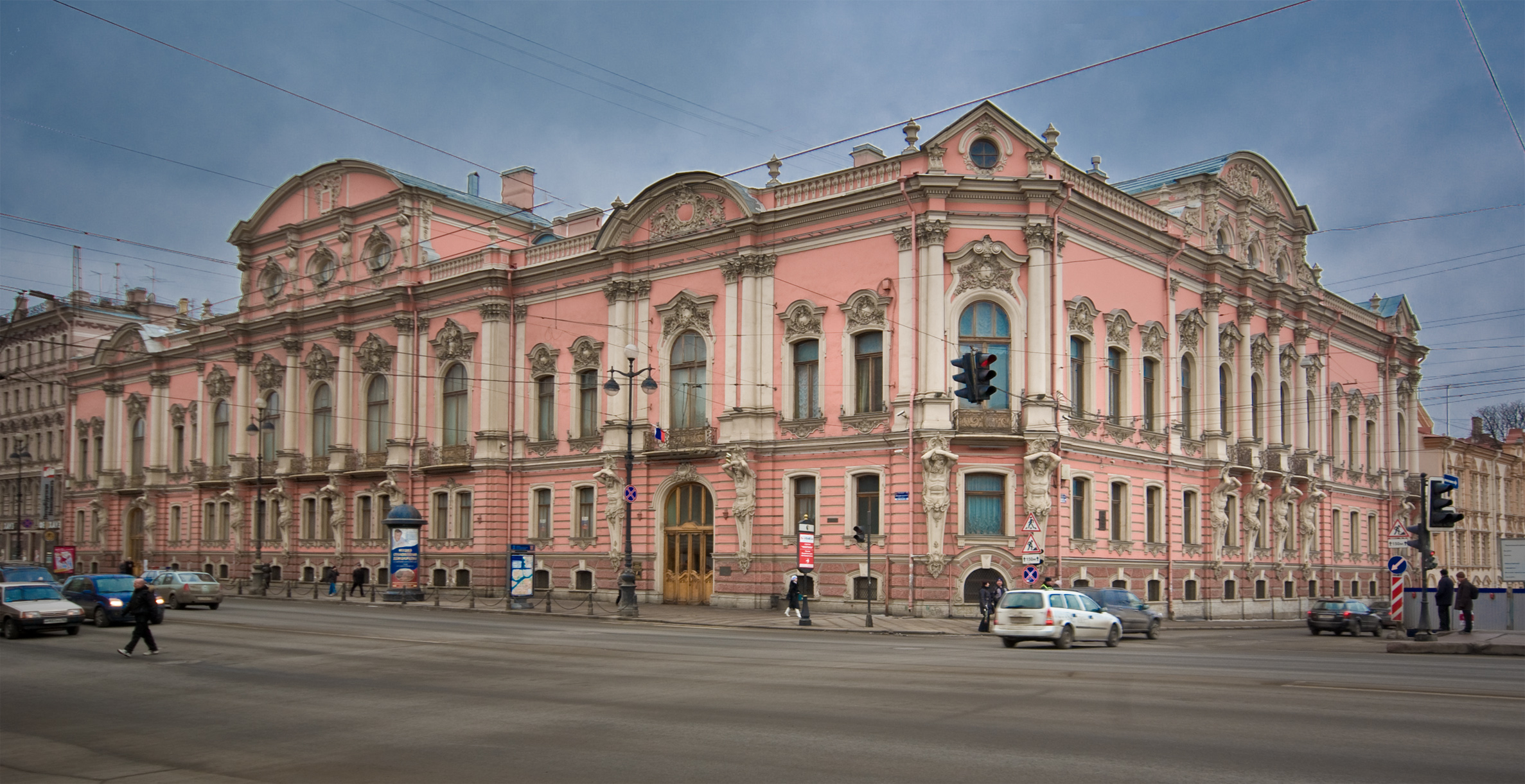
Палац Білосельських-Білозерських
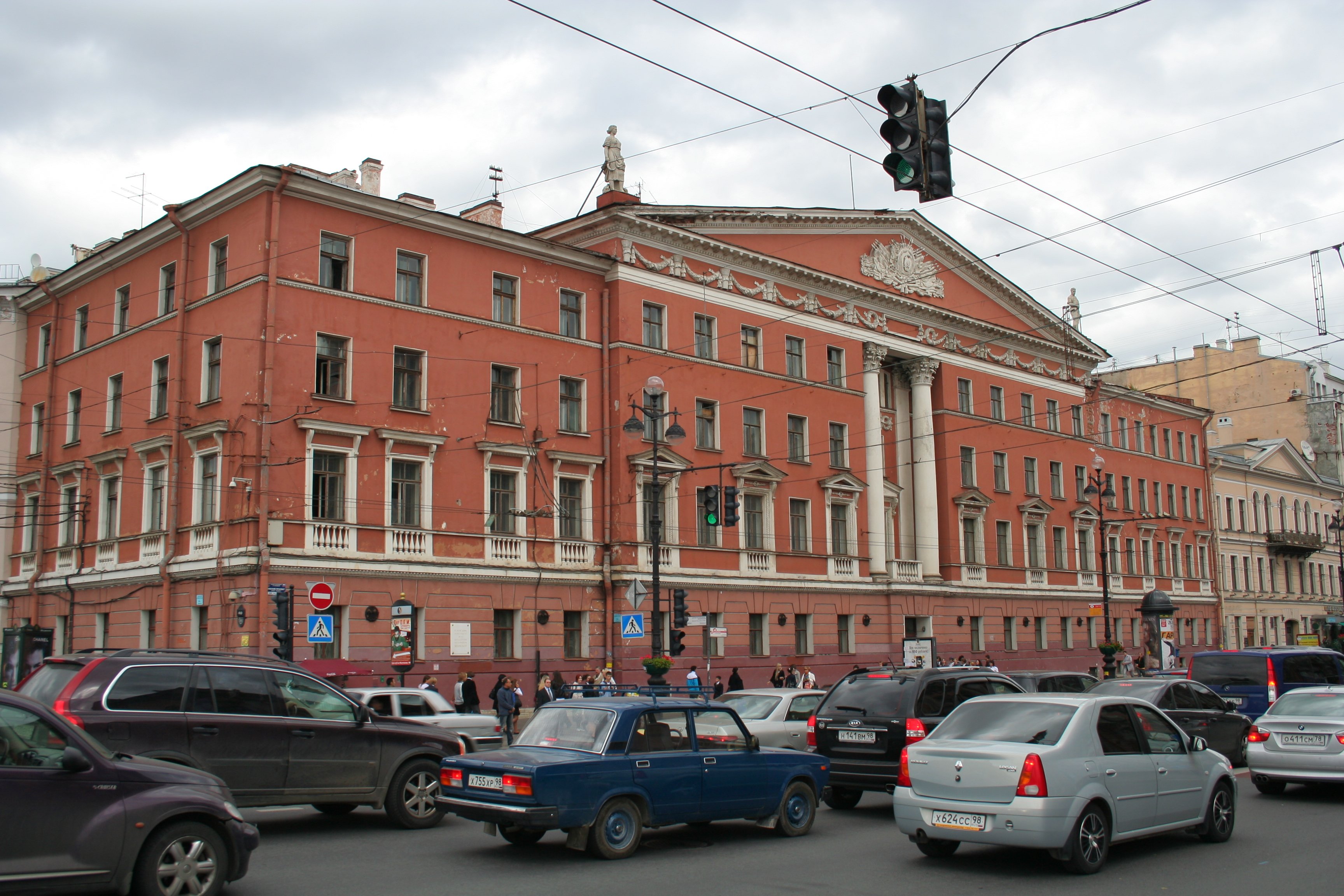
Літературний дім
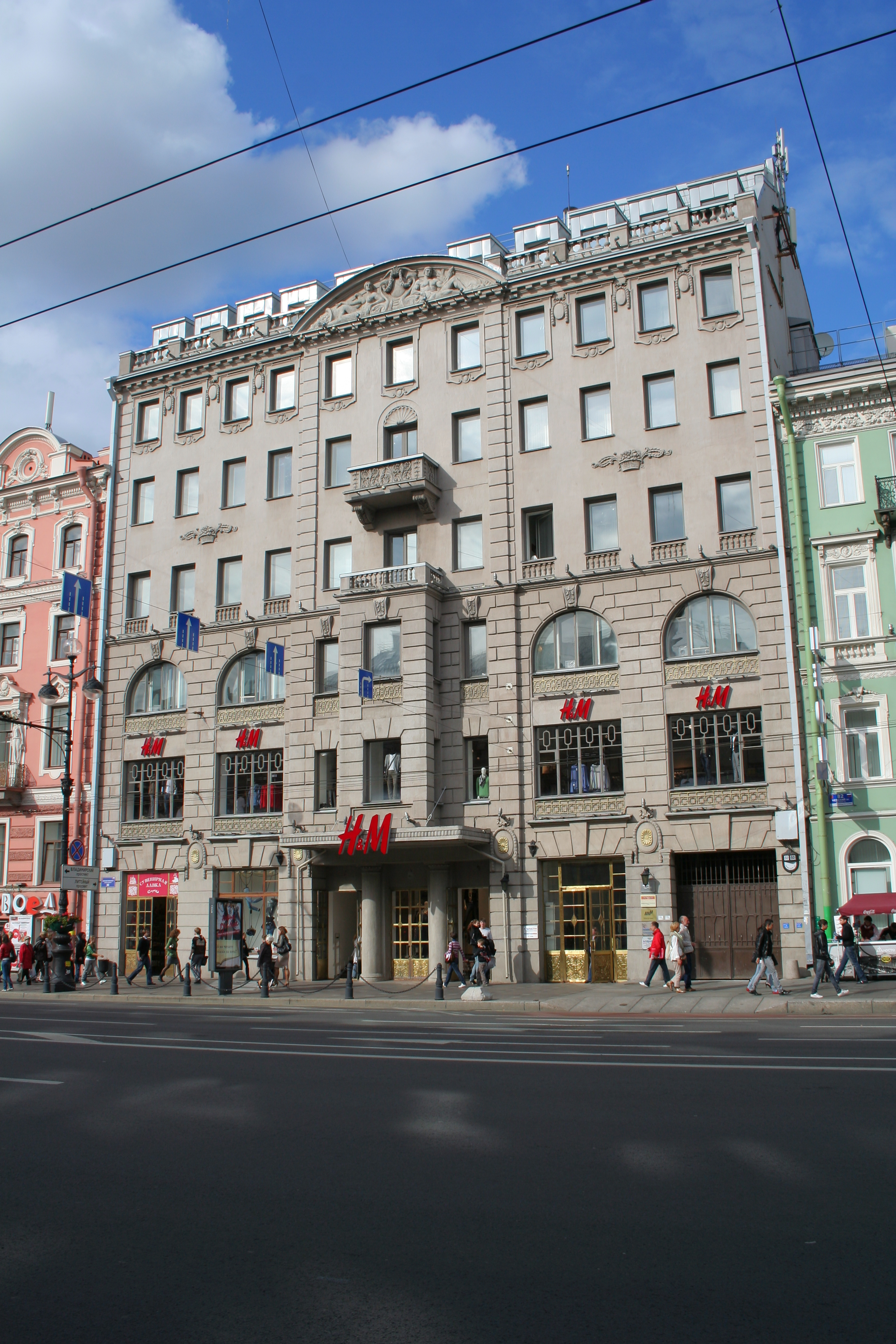
Доходний дім
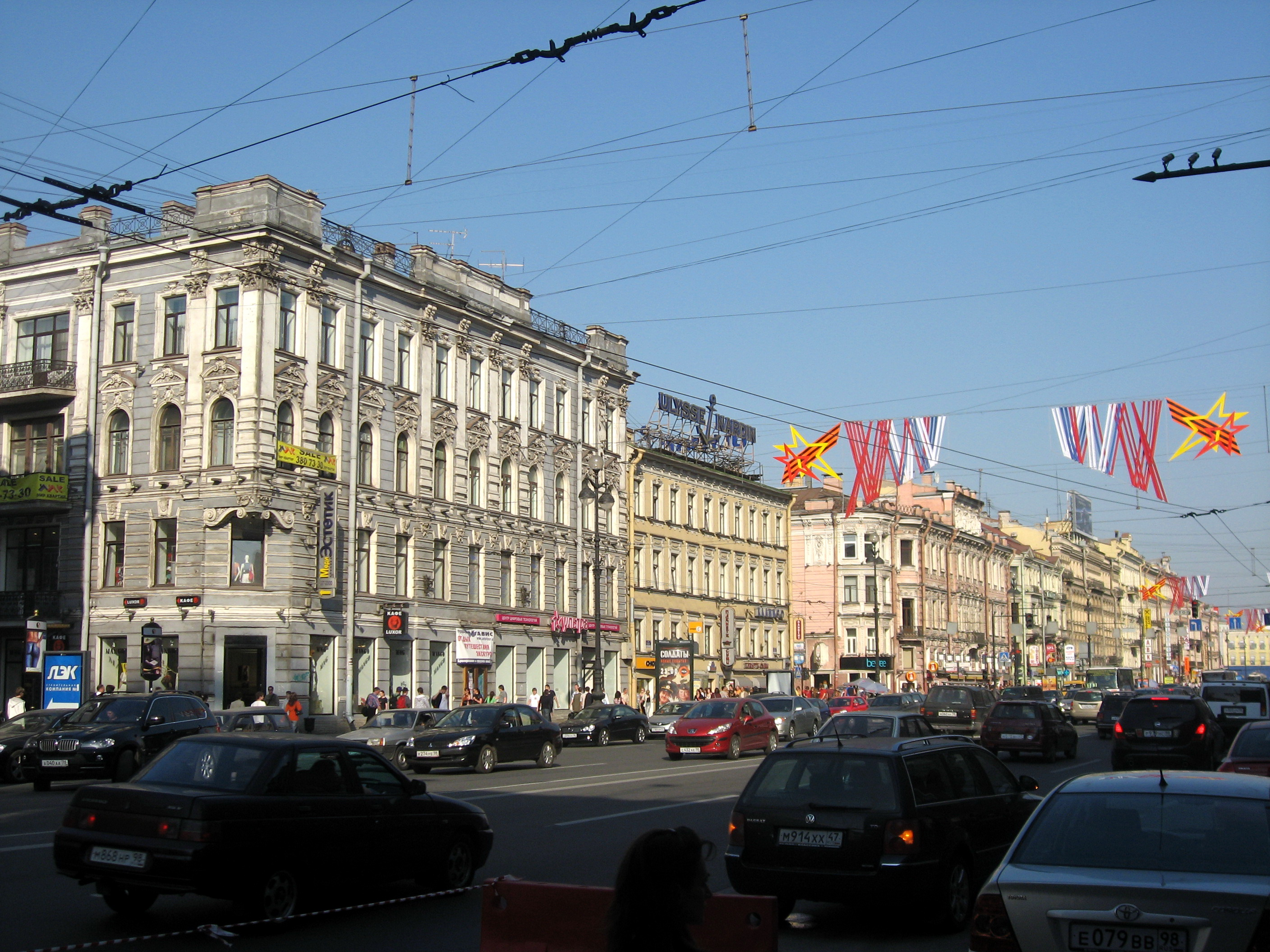
Будинок Меняєвих
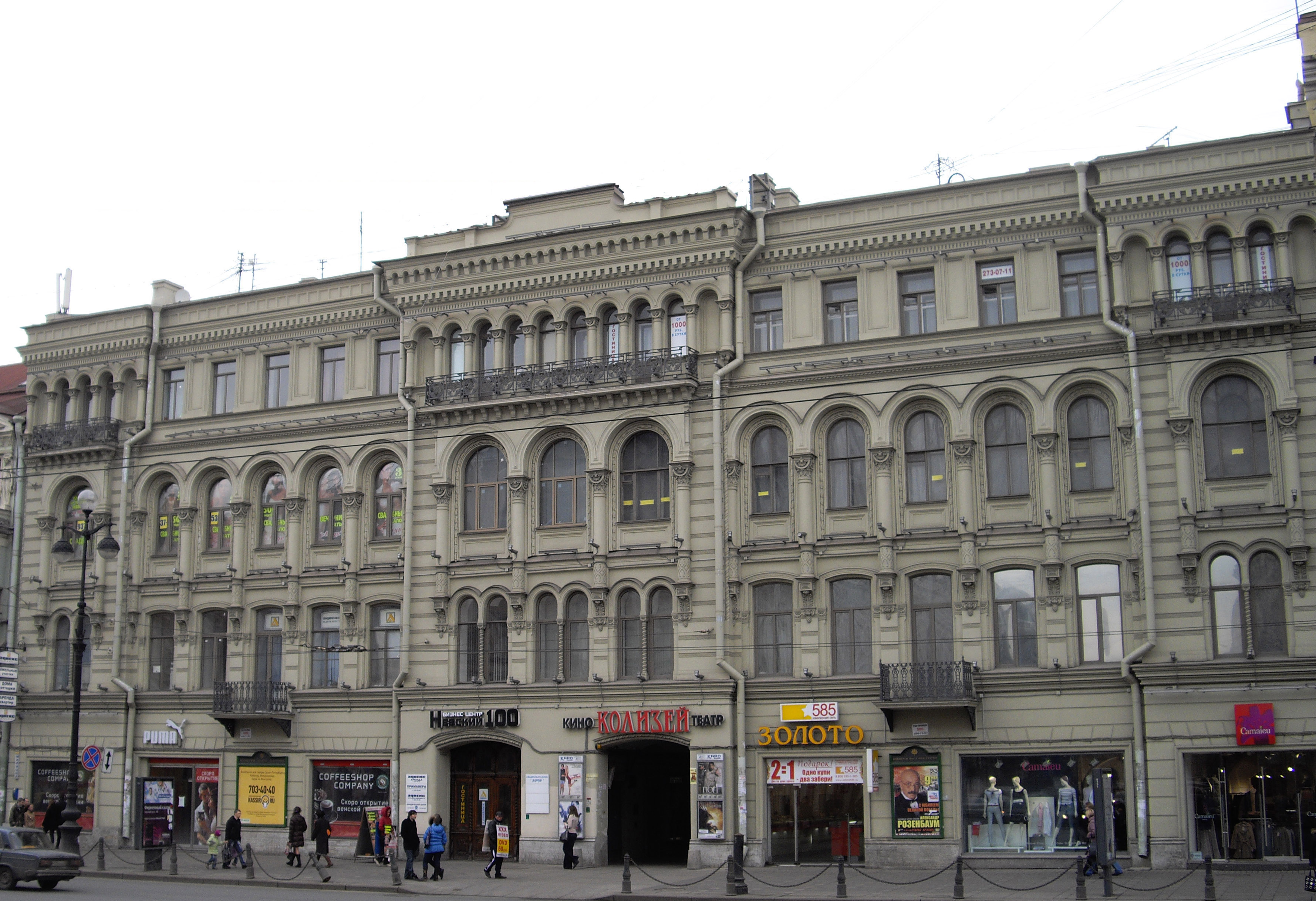
Кінотеатр «Колізей»
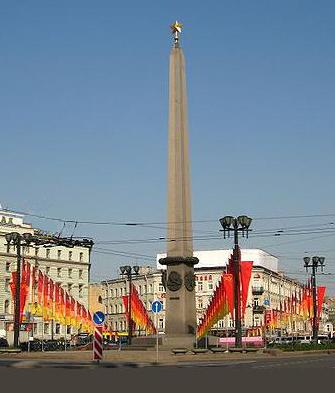
Обеліск «Місту-Герою Ленінграду»